# Estaciones de servicio en el extranjero de la policía china

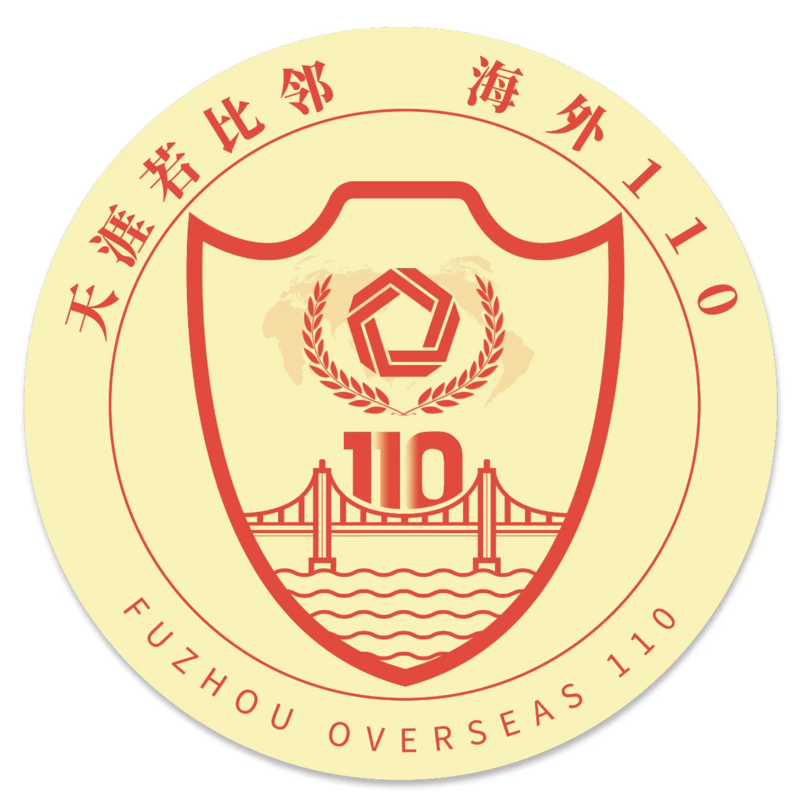
Insignia de las operaciones policiales de Fuzhou en el extranjero

El término «estación de servicio en el extranjero» (en chino: 海外服务站, romanizado: hǎiwài fúwù zhàn) y la frase asociada «ultramar 110» o «110 de ultramar» (en chino: 海外110, romanizado: hǎiwài yībǎiyīshí, en alusión al número de emergencia de China para la policía, el 110) se refiere a varias oficinas extralegales establecidas por el Ministerio de Seguridad Pública de la República Popular China en otros países. El gobierno chino ha declarado que se establecieron para brindar a los ciudadanos chinos en países extranjeros asistencia burocrática, como la renovación de documentos, y para combatir el crimen transnacional, como el fraude en línea. Sin embargo, ha surgido una controversia después de que el grupo de derechos humanos Safeguard Defenders alegara en 2022 que se habían utilizado para intimidar a disidentes chinos y sospechosos de delitos que se encuentran en el extranjero para que regresaran a China, lo que provocó un mayor escrutinio e investigaciones de las estaciones por parte de los gobiernos de los países anfitriones.

## Historia
Según el analista Matt Schrader, las «estaciones de servicio chinas en el extranjero» (en chino: 华助中心, romanizado: huázhù zhōngxīn, lit. 'centro de asistencia chino') se establecieron por primera vez en 2014, con 45 centros en 39 países que se abrieron en 2019. Estos centros se formaron en su mayoría a partir de organizaciones existentes y no tenían autoridad policial. Schrader afirmó además que los centros cumplían varios propósitos legítimos a pesar de las críticas, como ayudar a las víctimas de delitos a lidiar con la policía del país anfitrión e integrar a los nuevos inmigrantes, pero señaló la falta de transparencia en la relación entre los centros y el gobierno chino. particularmente personal del Departamento de Trabajo del Frente Unido, y su influencia política.
Posteriormente, el departamento de policía de Nantong sería el primero en establecer «estaciones de servicio en el extranjero», asociadas a la frase «110 de ultramar» (en chino: 海外110, romanizado: hǎiwài yībǎiyīshí, lit. '110 de ultramar') como parte de un proyecto piloto en 2016, según se informa, estableció oficinas en seis países y resolvió al menos 120 casos penales que involucraron a ciudadanos chinos, además de detener a más de 80 personas en Myanmar, Camboya y Zambia. Posteriormente, el Departamento de Seguridad Pública de Wenzhou estableció un «punto de contacto» en Sídney (Australia) y la oficina de Lishui estableció dos oficinas en los Países Bajos (una en Ámsterdam y otra en Róterdam) en 2018. Las agencias de policía de los condados de Fuzhou y Qingtian establecerían el mayor número de oficinas y esta última comenzaría su programa en 2019. Hasta octubre de 2022 se habían establecido un total de 54 estaciones de este tipo en 30 países. Según el gobierno chino, los centros se establecieron para permitir que los ciudadanos chinos accedan a servicios administrativos como la renovación de licencias de conducir y otros documentos sin tener que viajar a China, particularmente durante la pandemia de COVID-19, y para enfrentar el crimen transnacional, especialmente fraude, que afecta a las comunidades chinas en el extranjero. En mayo de 2022, China Youth Daily afirmó que las estaciones operadas por las autoridades de Fuzhou habían recibido más de 1800 informes de 88 países.

## Críticas

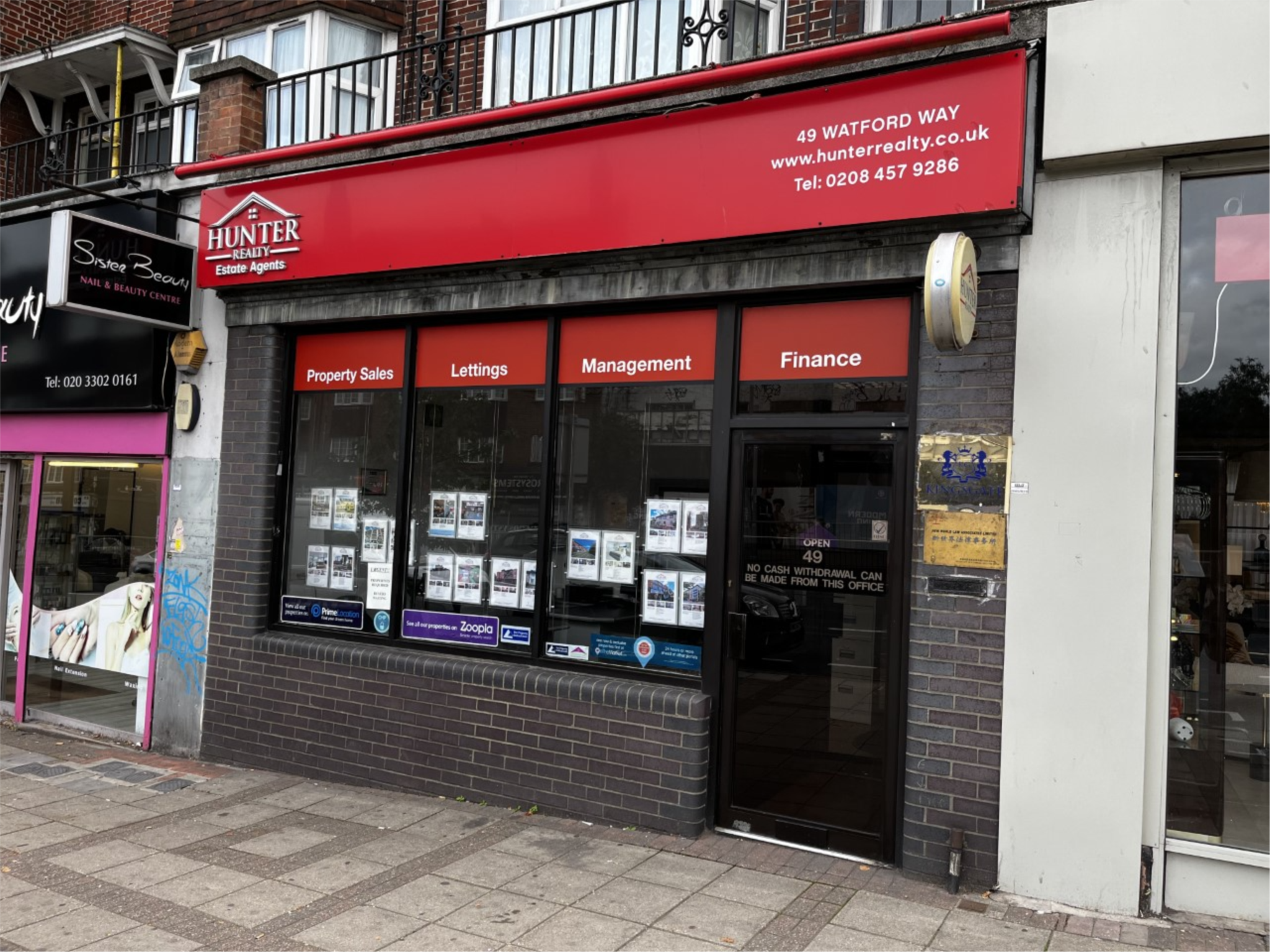
Watford Way n.° 49, una de las supuestas comisarías de policía en el extranjero, ubicada en Londres, Reino Unido.

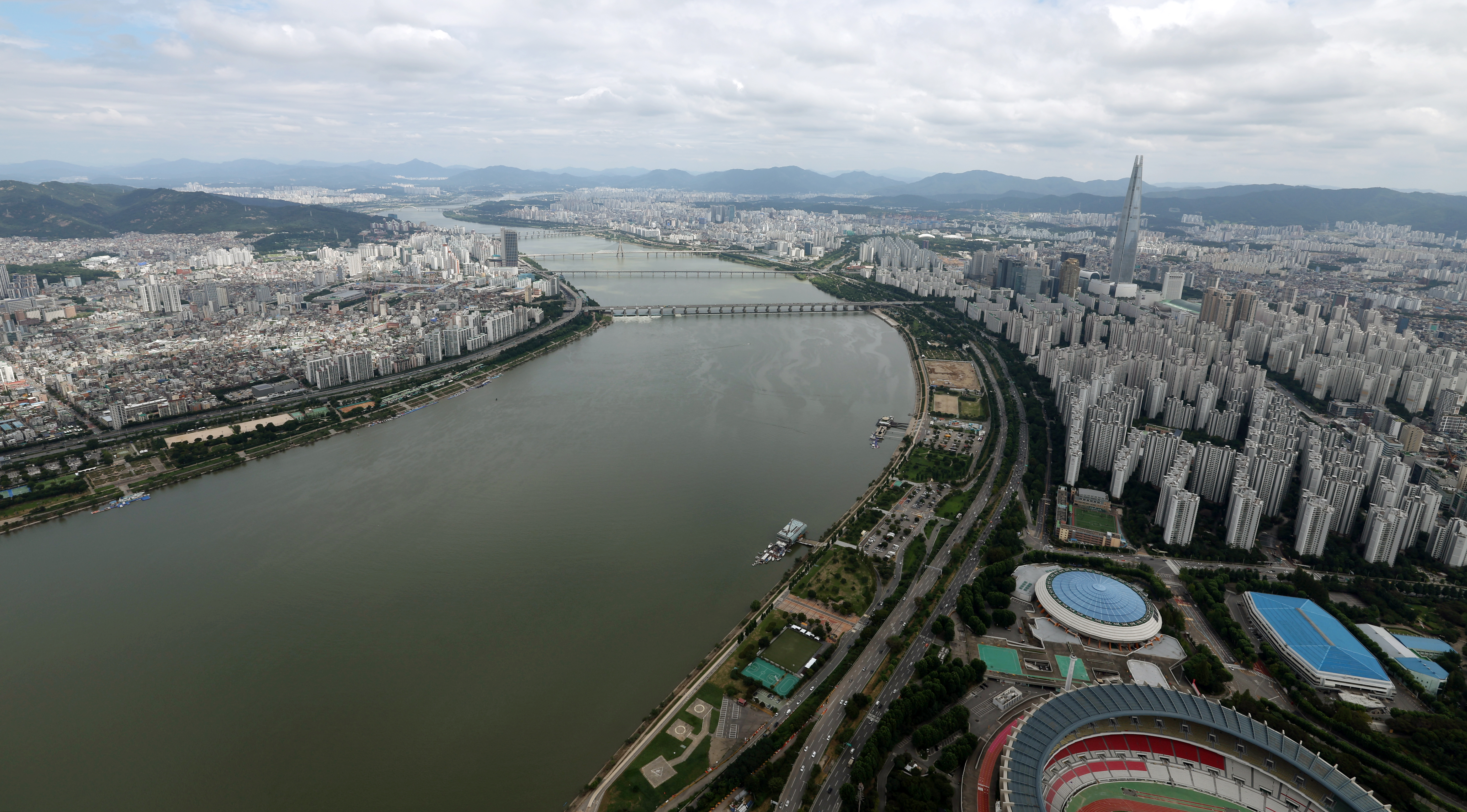
Una vista aérea del río Han en Seúl, Corea del Sur. Un restaurante chino junto al río que supuestamente es una estación de policía en el extranjero está cerca del Estadio Olímpico de Seúl.

La ONG de derechos humanos Safeguard Defenders alegó en septiembre de 2022 que también formaban parte de un programa para hostigar y coaccionar a personas buscadas por el gobierno chino, incluidos disidentes, mediante amenazas a sus familias y a ellos mismos para que regresaran a China para ser detenidos, y afirmó que, entre abril de 2021 y julio de 2022, el gobierno chino registró 230 000 «sospechosos de fraude» que fueron «persuadidos de regresar». Además, el grupo afirmó que las estaciones violaron la soberanía de los países anfitriones al permitir que la policía china eludiera las normas y procedimientos de cooperación policial.
Por ejemplo, Wang Jingyu, un disidente que huyó de China después de ser atacado por publicaciones en las redes sociales y al que se le concedió asilo en Países Bajos, afirmó que la estación de Róterdam lo había amenazado y enviado mensajes acosadores para obligarlo a regresar a China, con sus padres, que habían sido acosados por el gobierno chino. Un ejemplo más amplio fue un aviso emitido por una estación en el extranjero operada por el gobierno de Laiyang en Myanmar, que decía que los ciudadanos chinos que estaban allí ilegalmente deberían regresar a China o «habría consecuencias para sus seres queridos», como la cancelación de servicios del estado. Un funcionario anónimo del Ministerio de Relaciones Exteriores de China, en una entrevista con El Correo, afirmó que las estaciones utilizaron tácticas de «persuasión» para convencer a los buscados por el gobierno de regresar a China, señalando las dificultades para lograr que los estados europeos extraditen a China.

## Reacciones
Algunos países como Estados Unidos, Canadá, Reino Unido, España, Portugal y Países Bajos anunciaron que investigarían las estaciones. El Ministerio de Relaciones Exteriores de Irlanda ordenó el cierre de las estaciones de servicio en el extranjero en Dublín a fines de octubre de 2022, aunque una ya había detenido su funcionamiento y había quitado su letrero antes cuando se introdujeron los procedimientos de renovación de identificación electrónica. El Ministerio de Asuntos Exteriores de Países Bajos también declaró que, dado que el gobierno chino no había notificado al país sobre las estaciones a través de medios diplomáticos, habían estado operando ilegalmente y se realizaría una mayor investigación sobre su conducta. El ministro de Relaciones Exteriores, Wopke Hoekstra, ordenó más tarde el cierre de ambas oficinas.

## Ubicaciones
| #                | País           | Ciudad (ubicación e la ciudad)    | Continente        | Oficina de seguridad pública asociada            | Activa años | Notas                                                                     |
| ---------------- | -------------- | --------------------------------- | ----------------- | ------------------------------------------------ | ----------- | ------------------------------------------------------------------------- |
| BRN01            | Brunéi         | Bandar Seri BegawanC              | Asia              | Ciudad de Fuzhou Oficina de Seguridad Pública    | ¿?          | fuente: Safeguard Defenders                                               |
| KHM01            | Camboya        | Phnom PenhC                       | Asia              | Condado de Qingtian Oficina de Seguridad Pública | ¿?          | fuente: Safeguard Defenders                                               |
| KHM02            | Camboya        | ciudad desconocida                | Asia              | Ciudad de Nantong Oficina de Seguridad Pública   | 2016–?      | fuente: ABC News                                                          |
| JPN01            | Japón          | TokioC                            | Asia              | Ciudad de Fuzhou Oficina de Seguridad Pública    | ¿?          | fuente: Safeguard Defenders                                               |
| KOR01            | Corea del Sur  | SeúlC                             | Asia              | Ciudad de Nantong Oficina de Seguridad Pública   | ¿?          | fuente: Safeguard Defenders, Autoridades de inteligencia de Corea del Sur |
| MNG01            | Mongolia       | Ulán BatorC                       | Asia              | Ciudad de Fuzhou Oficina de Seguridad Pública    | ¿?          | fuente: Safeguard Defenders                                               |
| UZB01            | Uzbekistán     | Sirdaryo                          | Asia              | Ciudad de Fuzhou Oficina de Seguridad Pública    | ¿?          | fuente: Safeguard Defenders                                               |
| MMR01            | Birmania       | ciudad desconocida                | Asia              | Ciudad de Laiyang Oficina de Seguridad Pública   | ¿?          | fuente: ABC News                                                          |
| MMR02            | Birmania       | ciudad desconocida                | Asia              | Ciudad de Nantong Oficina de Seguridad Pública   | 2016–?      | fuente: ABC News                                                          |
| AUS01            | Australia      | Sídney                            | Oceanía           | Ciudad de Wenzhou Oficina de Seguridad Pública   | 2018–?      | fuente: ABC News                                                          |
| AUT01            | Austria        | VienaC                            | Europa            | Condado de Qingtian Oficina de Seguridad Pública | ¿?          | fuente: Safeguard Defenders                                               |
| CZE01            | Chequia        | PragaC                            | Europa            | Ciudad de Fuzhou Oficina de Seguridad Pública    | ¿?          | fuente: Safeguard Defenders                                               |
| CZE02            | Chequia        | PragaC                            | Europa            | Condado de Qingtian Oficina de Seguridad Pública | ¿?          | fuente: Safeguard Defenders                                               |
| FRA01            | Francia        | ParísC                            | Europa            | Ciudad de Fuzhou Oficina de Seguridad Pública    | ¿?          | fuente: Safeguard Defenders                                               |
| FRA02            | Francia        | ParísC                            | Europa            | Ciudad de Fuzhou Oficina de Seguridad Pública    | ¿?          | fuente: Safeguard Defenders                                               |
| FRA03            | Francia        | ParísC                            | Europa            | Condado de Qingtian Oficina de Seguridad Pública | ¿?          | fuente: Safeguard Defenders                                               |
| DEU01            | Alemania       | Fráncfort                         | Europa            | Condado de Qingtian Oficina de Seguridad Pública | ¿?          | fuente: Safeguard Defenders                                               |
| GRC01            | Grecia         | AtenasC                           | Europa            | Ciudad de Fuzhou Oficina de Seguridad Pública    | ¿?          | fuente: Safeguard Defenders                                               |
| HUN01            | Hungría        | BudapestC                         | Europa            | Ciudad de Fuzhou Oficina de Seguridad Pública    | ¿?          | fuente: Safeguard Defenders                                               |
| HUN02            | Hungría        | BudapestC                         | Europa            | Condado de Qingtian Oficina de Seguridad Pública | ¿?          | fuente: Safeguard Defenders                                               |
| IRL01            | Irlanda        | DublínC (Calle Capel)             | Europa            | Ciudad de Fuzhou Oficina de Seguridad Pública    | 2022        | fuente: Safeguard Defenders, The Irish Times, Radio Free Asia             |
| ITA02            | Italia         | Florencia                         | Europa            | Condado de Qingtian Oficina de Seguridad Pública | ¿?          | fuente: Safeguard Defenders                                               |
| ITA03            | Italia         | Milán                             | Europa            | Condado de Qingtian Oficina de Seguridad Pública | ¿?          | fuente: Safeguard Defenders                                               |
| ITA04            | Italia         | Prato                             | Europa            | Ciudad de Fuzhou Oficina de Seguridad Pública    | ¿?          | fuente: Safeguard Defenders, ABC News                                     |
| ITA01            | Italia         | RomaC                             | Europa            | Condado de Qingtian Oficina de Seguridad Pública | ¿?          | fuente: Safeguard Defenders                                               |
| NLD01            | Países Bajos   | ÁmsterdamC                        | Europa            | Ciudad de Lishui Oficina de Seguridad Pública    | 2018–?      | fuente: RTL Nieuws                                                        |
| NLD02            | Países Bajos   | ÁmsterdamC                        | Europa            | Condado de Qingtian Oficina de Seguridad Pública | ¿?          | fuente: Safeguard Defenders                                               |
| NLD03            | Países Bajos   | Róterdam                          | Europa            | Ciudad de Fuzhou Oficina de Seguridad Pública    | ¿?          | fuente: Safeguard Defenders                                               |
| NLD04            | Países Bajos   | Róterdam                          | Europa            | Ciudad de Lishui Oficina de Seguridad Pública    | 2018–?      | fuente: RTL Nieuws                                                        |
| PRT01            | Portugal       | LisboaC                           | Europa            | Condado de Qingtian Oficina de Seguridad Pública | ¿?          | fuente: Safeguard Defenders                                               |
| PRT02            | Portugal       | Madeira                           | Europa            | Ciudad de Fuzhou Oficina de Seguridad Pública    | ¿?          | fuente: Safeguard Defenders                                               |
| PRT03            | Portugal       | Oporto                            | Europa            | Ciudad de Fuzhou Oficina de Seguridad Pública    | ¿?          | fuente: Safeguard Defenders                                               |
| SRB01            | Serbia         | BelgradoC                         | Europa            | Condado de Qingtian Oficina de Seguridad Pública | ¿?          | fuente: Safeguard Defenders                                               |
| SVK01            | Eslovaquia     | BratislavaC                       | Europa            | Condado de Qingtian Oficina de Seguridad Pública | ¿?          | fuente: Safeguard Defenders                                               |
| ESP04            | España         | Barcelona                         | Europa            | Ciudad de Fuzhou Oficina de Seguridad Pública    | ¿?          | fuente: Safeguard Defenders                                               |
| ESP05            | España         | Barcelona                         | Europa            | Ciudad de Fuzhou Oficina de Seguridad Pública    | ¿?          | fuente: Safeguard Defenders                                               |
| ESP06            | España         | Barcelona                         | Europa            | Condado de Qingtian Oficina de Seguridad Pública | ¿?          | fuente: Safeguard Defenders                                               |
| ESP01            | España         | MadridC                           | Europa            | Ciudad de Fuzhou Oficina de Seguridad Pública    | ¿?          | fuente: Safeguard Defenders                                               |
| ESP02            | España         | MadridC                           | Europa            | Ciudad de Fuzhou Oficina de Seguridad Pública    | ¿?          | fuente: Safeguard Defenders                                               |
| ESP03            | España         | MadridC                           | Europa            | Condado de Qingtian Oficina de Seguridad Pública | ¿?          | fuente: Safeguard Defenders                                               |
| ESP07            | España         | Santiago de Compostela            | Europa            | Condado de Qingtian Oficina de Seguridad Pública | ¿?          | fuente: Safeguard Defenders                                               |
| ESP08            | España         | Valencia                          | Europa            | Ciudad de Fuzhou Oficina de Seguridad Pública    | ¿?          | fuente: Safeguard Defenders                                               |
| ESP09            | España         | Valencia                          | Europa            | Condado de Qingtian Oficina de Seguridad Pública | ¿?          | fuente: Safeguard Defenders                                               |
| SWE01            | Suecia         | EstocolmoC                        | Europa            | Condado de Qingtian Oficina de Seguridad Pública | ¿?          | fuente: Safeguard Defenders                                               |
| UKR01            | Ucrania        | Odesa                             | Europa            | Condado de Qingtian Oficina de Seguridad Pública | ¿?          | fuente: Safeguard Defenders                                               |
| GBR03            | Reino Unido    | Glasgow                           | Europa            | Ciudad de Fuzhou Oficina de Seguridad Pública    | ¿?          | fuente: Safeguard Defenders                                               |
| GBR01            | Reino Unido    | LondresC (49 Watford Way, Hendon) | Europa            | Ciudad de Fuzhou Oficina de Seguridad Pública    | ¿?          | fuente: Safeguard Defenders, Vice, Voice of America                       |
| GBR02            | Reino Unido    | LondresC (Croydon)                | Europa            | Ciudad de Fuzhou Oficina de Seguridad Pública    | ¿?          | fuente: Safeguard Defenders, Vice                                         |
| CAN01            | Canadá         | Toronto                           | América del Norte | Ciudad de Fuzhou Oficina de Seguridad Pública    | ¿?          | fuente: Safeguard Defenders                                               |
| CAN02            | Canadá         | Toronto                           | América del Norte | Ciudad de Fuzhou Oficina de Seguridad Pública    | ¿?          | fuente: Safeguard Defenders                                               |
| CAN03            | Canadá         | Toronto                           | América del Norte | Ciudad de Fuzhou Oficina de Seguridad Pública    | ¿?          | fuente: Safeguard Defenders                                               |
| Estados Unidos01 | Estados Unidos | Nueva York                        | América del Norte | Ciudad de Fuzhou Oficina de Seguridad Pública    | ¿?          | fuente: Safeguard Defenders                                               |
| ARG01            | Argentina      | Buenos Aires                      | América del Sur   | Ciudad de Fuzhou Oficina de Seguridad Pública    | ¿?          | fuente: Safeguard Defenders                                               |
| BRA01            | Brasil         | Río de Janeiro                    | América del Sur   | Condado de Qingtian Oficina de Seguridad Pública | ¿?          | fuente: Safeguard Defenders                                               |
| BRA02            | Brasil         | San Pablo                         | América del Sur   | Ciudad de Fuzhou Oficina de Seguridad Pública    | ¿?          | fuente: Safeguard Defenders                                               |
| CHL01            | Chile          | Viña del Mar                      | América del Sur   | Ciudad de Fuzhou Oficina de Seguridad Pública    | ¿?          | fuente: Safeguard Defenders                                               |
| ECU02            | ecuador        | Guayaquil                         | América del Sur   | Condado de Qingtian Oficina de Seguridad Pública | ¿?          | fuente: Safeguard Defenders                                               |
| ECU01            | ecuador        | QuitoC                            | América del Sur   | Ciudad de Fuzhou Oficina de Seguridad Pública    | ¿?          | fuente: Safeguard Defenders                                               |
| LSO01            | Lesoto         | MaseruC                           | África            | Ciudad de Fuzhou Oficina de Seguridad Pública    | ¿?          | fuente: Safeguard Defenders                                               |
| NGA01            | Nigeria        | Ciudad de Benín                   | África            | Ciudad de Fuzhou Oficina de Seguridad Pública    | ¿?          | fuente: Safeguard Defenders                                               |
| TZA01            | Tanzania       | Dar es-Salam                      | África            | Condado de Qingtian Oficina de Seguridad Pública | ¿?          | fuente: Safeguard Defenders                                               |
| ZMB01            | Zambia         | ciudad desconocida                | África            | Ciudad de Nantong Oficina de Seguridad Pública   | 2016–?      | fuente: ABC News                                                          |